# Dhansiri
Le Dhansiri est une rivière indienne d'une longueur de 354 km qui coule dans les États du Nagaland et de l'Assam. Il est un affluent du Brahmapoutre.

## Source de la traduction
- (de) Cet article est partiellement ou en totalité issu de l’article de Wikipédia en allemand intitulé « Dhansiri » (voir la liste des auteurs).